# Убаидски период
Убаид је култура из јужне Месопотамије која се јавила у периоду од око 5000 (или 5500) до 4000. п. н. е., у подручју садашњег Ирака, између река Тигар (река) и Еуфрат, а поступно ју је заменила култура Халаф. Кроз своје фазе развоја настали су градови Адаб, Ериду, Киш, Кулаб, Лагаш, Ларса, Нипур, и Ур. Негде око 3250. п. н. е. на убаидско подручје продиру Семити из Арапске и Сиријске пустиње и настањују се на њему.
Носиоци културе Убаид били су фармери и рибари, а најпознатији по грнчарству. Типична грнчарија укључује посуде и фигурице од теракоте, које први ископава Сер Леонард Вулеј 1923 и 1924. године. У својим бродовима народ културе Убаид рибарио је Тигром, Еуфратом и Персијским заливом. Поља су натапали а жетва се вршила срповима од кремена, касније еволуира у керамички који је много крхкији, али јефтинији. Рибарило се из бродова по Еуфрату, Тигру и Персијском заливу. Остали трагови убаидске културе су велика светишта посвећена богињи Нинхурсаг.

## Позадина
Најстарија насеља на територији средњег дела Месопотамије појавила су се у доба позног неолита. Племена која су у најдубљој старини настањивала Месопотамију живела су на острвима која су се уздизала изнад мочвара. Своја насеља градили су на вештачким земљаним насипима. Исушујући околне баруштине, они су створили најстарији систем вештачког наводњавања. Како то показују налази у Кишу, они су се служили микролитским оруђима. Могуће је да су та племена припадала најстаријем етничком слоју Предње Азије, оној јафетској групи племена којој су припадали Субарејци северне Месопотамије и Хурити северозападног Међуречја и северне Сирије.
Али, прави творци сумерско-акадске културе и државе били су Сумери, који су у Месопотамију дошли, по свој прилици, из источних планинских области. и осим њих семитска племена Акада, сродна са семитским племенима сиријско-месопотамске степе. Ископавања на територији Месопотамије омогућила су реконструкцију најстаријег, преисторијског стадија њиховог културног живота.
Уобичајено је да се архајски (преисторијски) споменици нађени на територији средње и јужне Месопотамије деле по местима најтипичнијих налаза, и то на три културна периода: на културе Ел-Обеида и Урука у Сумеру и културу Џемдет Насре (близу Киша) у Акаду. Ова три периода, који се смењују један за другим, обухватили су готово читав IV миленијум (4.000-3.000. године) пре н.е. Они су претходили образовању најстаријих држава у јужном и средњем Међуречју.

## Култура Ел-Обеида
Најстарије насеље откривено у јужној Месопотамији налазило се код Ел-Обеида (близу каснијег Ура), на једном речном острву које се уздизало изнад мочварне алувијалне равнице. Становништво које је у њему живело бавило се ловом и риболовом, али је већ почело да прелази на сточарство и земљорадњу. У то доба припитомљене су овце, козе и свиње и аклиматизован је емер - најстарија врста житарица у Предњој Азији, а убрзо и јечам. Земљорадници су се сложили мотикама од рога и глиненим срповима са зупцима од кремена.

### Керамика и металургија
Знатан напредак постигле су керамика, ткачка радиност и обрада камена. Земљано посуђе, начињено од фине глине жућкасто-зелене боје, украшавано је бојеним шарама и представама дивљих животиња, птица и људи. Од камена су израђиване разне врсте оруђа и оружја: секире са отвором за дршку, мотике, ножеви, врхови копаља и стрела. У то доба појавило се и прво метално оруђе од бакра - пљоснате секире, игле и огледала. Тако је извршен највећи напредак у области технике - постепени прелаз од дрвета на метал, у овом случају бакар.

### Архитектура
Најстарије стално насељено становништво Ел-Обаида живело је по омањим колибама, чији су зидови грађени од плетене трске , облепљене глином. Али се у грађевинарству већ почиње употребљавати цигла: тако су у колибама нађена огњишта саграђена од крупних цигала пљоснато-испупченог облика. Ту су откривени и камени клинови, који су служили за дрвена врата.

### Религија
О вери у загробни живот и врло старој појави култа предака сведоче скелети људи у згрченом положају, нађени у јамама, и накнадно сахрањене кости у керамичким посудама. У гроб су заједно са покојником обично стављане посуде са храном, огрлице, шкољке, као и глинене статуете жена, које показују трагове тетовирања.

### Порекло
Култура Ел-Обеида трајала је врло дуго. Њене корене треба тражити у старим локалним културама горње Месопотамије. Али се већ појављују и први елементи сумерске културе. Стога се становништво Месопотамије из доба Обеида може назвати протосумерским.